# Compte rendu
Pour les articles homonymes, voir CR.
Un compte rendu (ou compte-rendu) est un document qui fait état d'un rapport, exposé, ou relation de certains faits particuliers ou d’une réunion.

## Compte rendu administratif
En France, un compte rendu administratif est un document administratif, dans certains cas communicable au public (donnée publique).

## Compte rendu journalistique
Le « compte rendu » (ou « compte-rendu ») est un genre journalistique utilisé lorsqu'il s'agit de rapporter les éléments importants d'une réunion, d'une conférence de presse, d'une manifestation. 
Le journaliste qui assiste à ce genre d'événement rédige chronologiquement ce qu'il a vu et entendu de façon purement factuelle. Toutefois, les médias personnalisent aujourd'hui de plus en plus l'information qu'ils communiquent et ce genre journalistique est de moins en moins utilisé.

## Compte rendu professionnel
Le compte rendu s'utilise dans un contexte professionnel, la plupart du temps pour faire la synthèse d'une réunion. Les comptes rendus successifs suivent souvent un même modèle.
Les « mentions obligatoires » sont portées en tête du document : 
- l'identification ;
- la date ;
- l'objet.

Puis le sujet est détaillé de manière adaptée au sujet traité, par exemple un compte rendu de réunion reprendra l'ordre du jour, les informations échangées, les décisions prises et actions confiées à chacun, puis la date de la réunion suivante.
Dans tous les cas, le compte rendu ne fournit aucune proposition de solution : il doit toujours rester neutre et factuel (contrairement au rapport).
Au-delà de cette définition originelle, le terme « compte rendu » tend aussi à prendre une signification moins stricte pour des usages professionnels spécifiques (compte rendu d'activité, d'avancement, de mission, d'essai, etc.), se rapprochant de celle du terme « rapport ».
Sa structure et son contenu dépendent alors du contexte et de l'objectif, et il peut aller au-delà d'une simple relation des faits, en mentionnant par exemple des commentaires, analyses, questions ou décisions. Mais dans tous les cas il est censé respecter un cadre précis, agréé entre le rédacteur et le destinataire, qui définit par exemple la structure, la typologie des informations et les conventions de codification.